# Escuela Normal Judía
La Escuela Normal Judía (en francés: École Normale Hébraïque (en árabe: المدرسة العبرية العادية) es una escuela secundaria judía ubicada en Casablanca, Marruecos, que se inauguró en 1945. Regularmente logra una tasa de éxito del 100 % en los exámenes de matriculación nacional, el mejor récord del país. En 2005 tenía 138 estudiantes, de los cuales 26 son franceses, el centro forma parte de la red escolar de la Alianza para la Educación Francesa en el Extranjero. La Escuela Normal funciona como instituto y escuela secundaria.